# 三浦宏文
三浦宏文（日语：／ Miura Hirofumi，1938年3月17日—2020年3月5日），日本机械工程专家、机器人学家，东京大学名誉教授。前工学院大学校长（2003年－2009年），日本机器人学会会长（1993年－1995年）。

## 生平
1960年3月毕业于东京大学工学部機械工学科。1965年3月修完东京大学大学院数物系研究科機械工学专业博士課程。1965年4月，任东京大学工学部专职讲师。1966年4月，任东京大学工学部助教授、NASA客座研究员。1978年2月升任教授。1993年至1995年，任日本机器人学会会长。1998年3月从东京大学退休。同年4月返聘为工学院大学机械系统工程教授。1998年5月，成为东京大学名誉教授。2003年至2009年，任工学院大学校长。
1997年10月获东京都科学技术功劳奖。2017年11月获瑞寶中綬章。2020年3月5日凌晨0时14分在东京都逝世，终年81岁。

## 中文译本
- 三浦宏文 (编). . 由杨晓辉翻译. 科学出版社. ISBN 9787030093660.